# Physacanthus
Physacanthus là chi thực vật có hoa trong họ Acanthaceae.